# Tyrophagus similis
Espèce
Tyrophagus similis est une espèce d'acariens de la famille des Acaridae et du genre Tyrophagus.

## Systématique
L'espèce Tyrophagus similis a été décrite en 1949 par le biologiste russe Vsevolod Ivanovich Volgin (d) (1912-?).

## Synonymie
Tyrophagus similis a pour synonymes :
- Tyroglyphus dimidiatus subsp. infestans (Berlese, 1884)
- Tyrophagus dimidiatus (Hermann, 1804)
- Tyrophagus humerosus (Oudemans, 1923)
- Tyrophagus infestans Berlese, 1884
- Tyrophagus oudemansi Robertson, 1959